# گارنیک سمباتیان
گارنیک (گاری) سرگئی سمباتیان (ارمنی: Գառնիկ (Գարրի) Սերգեյի Սմբատյան؛ زاده ۲۸ دسامبر ۱۹۲۹ - درگذشته ۲۴ فوریهٔ ۲۰۰۳) نقاش اهل ارمنستان بود.

## زندگی‌نامه
وی در ۲۸ دسامبر ۱۹۲۹ در تفلیس در به دنیا آمد و کالج دولتی هنرهای زیبای پانوس ترلمزیان (۱۹۵۲) و آکادمی دولتی هنر و طراحی شتیگل سنت پترزبورگ (۱۹۵۸)از فارغ‌التحصیل گشت. وی عضو اتحادیه نقاشان ارمنستان بود. وی همچنین برنده جوایزی همچون نقاش شایسته ارمنستان شوروی (۱۹۸۳) شد. وی در ۲۴ فوریهٔ ۲۰۰۳ در سن ۷۳ سالگی در ایروان درگذشت.

## نگارخانه

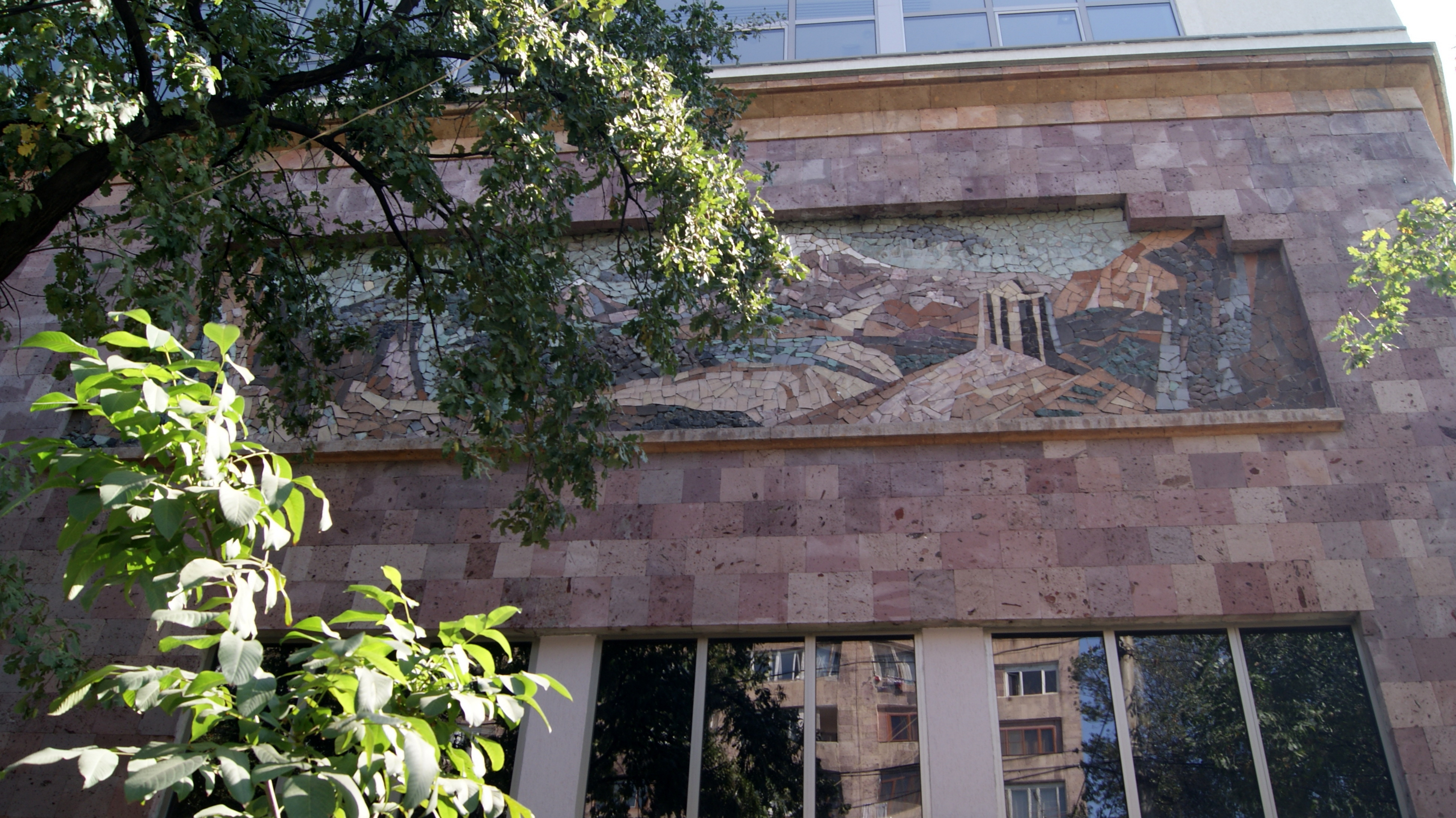
خانه-موزه مارتیروس ساریان (۲۰۱۵)